# Eucalyptus leucoxylon
Eucalyptus leucoxylon, yellow gum (eucalipto amarillo), blue gum (eucalipto azul), white ironbark (corteza blanca de hierro) es una especie fanerógama perteneciente a la familia de las mirtáceas.

## Distribución
E. leucoxylon está ampliamente distribuida en llanuras y cerca de cordilleras o en la costa del sur de Australia, donde se le conoce como eucalipto azul y se extiende hasta la mitad oeste de Victoria y allí se le llama eucalipto amarillo.

## Descripción
Es un árbol de talla pequeña a mediana con corteza rugosa en la parte baja y el tronco mide de 1-2 m, arriba de este, la corteza se hace lisa con una superficie blanca, amarilla o verde azulosa. Las hojas son pedunculares, lanceoladas a anchas lanceoladas, de 13 x 2.5 cm, concolorosas, opacas, verdes.
Las flores son blancas, rosas o rojas y aparecen durante el invierno.
Esta especie ha sido dividida en numerosas variedades y subespecies. Una espectacular forma de incierta procedencia Eucalyptus leucoxylon ‘Rosea’ es ampliamente cultivada como planta ornamental, esta florece profusamente en invierno.

## Taxonomía
Eucalyptus leucoxylon fue descrita por Ferdinand von Mueller y publicado en Transactions and Proceedings of the Victorian Institute for the Advancement of Science 1: 33–34. 1855.
Etimología
Eucalyptus: nombre genérico que proviene del griego antiguo: eû = "bien, justamente" y kalyptós = "cubierto, que recubre". En Eucalyptus L'Hér., los pétalos, soldados entre sí y a veces también con los sépalos, forman parte del opérculo, perfectamente ajustado al hipanto, que se desprende a la hora de la floración.
leucoxylon: epíteto latíno que significa "árbol blanco".
Variedades y Sinonimia
subsp. leucoxylon
- Eucalyptus leucoxylon subsp. connata Rule
- Eucalyptus leucoxylon var. angulata Benth.
- Eucalyptus leucoxylon var. erythrostema F.Muell. ex Miq.
- Eucalyptus leucoxylon var. rostellata Miq.
- Eucalyptus leucoxylon var. rugulosa Miq.

subsp. pruinosa (F.Muell. ex Miq.) Boland
- Eucalyptus leucoxylon subsp. bellarinensis Rule
- Eucalyptus leucoxylon subsp. megalocarpa Boland
- Eucalyptus leucoxylon var. macrocarpa J.E.Br.
- Eucalyptus leucoxylon var. pauperita J.E.Br.
- Eucalyptus leucoxylon var. pruinosa F.Muell. ex Miq.

subsp. stephaniae Rule